# Tomislav Martić
Tomislav Martić (Metković, 22. ožujka 1959.) je hrvatski kazališni, televizijski i filmski glumac.

## Životopis
Apsolvirao je pravo u Splitu, a na Akademiji dramske umjetnosti u Zagrebu diplomirao je glumu. Glumio u splitskom HNK, zagrebačkom Teatru ITD, Komediji, Gavelli, Histrionima, Akademskom kazalištu, teatru Gavran, na Splitskom ljetu, Dubrovačkim ljetnim igrama i dr. 
Dobitnik je Nagradu hrvatskog glumišta za ulogu Sir Olivera u predstavi Alan Ford Hrvoja Hitreca.
Godine 1998. u Imotskom, točnije u Imotskoj župi gvardijan je bio fra Ante Babić koji je idejni začetnik Muke Gospodina našega Isusa Krista u Imotskom, u narodu prozvane "Imotska muka" u kojoj je glavnu ulogu Isusa Krista igrao Tomislav Martić. Od 1998. sve do 2018. Martić je redovito dolazio u Imotski za vrijeme Korizme gdje se pripremao za dramsku izvedbu koja se odvija svake godine u Imotskom na Cvjetnicu.

## Filmografija

### Televizijske uloge
- "Mrkomir Prvi" kao velikaš (2023.)
- "Glas naroda" kao Kipar Lubinsky (2014.)
- "Stipe u gostima" kao Vice (2011.)
- "Najbolje godine" kao Maks (2010. – 2011.)
- "Periferija city" kao Smislov (2010.)
- "Bitange i princeze" kao Milenko (2009.)
- "Zakon!" kao Valentin Rudić (2009.)
- "Zabranjena ljubav" kao Robert Denona (2005. – 2006.)
- "Nad lipom 35" kao dolinar (2006. – 2009.)
- "Smogovci" (1989.; (1996.)

### Filmske uloge
- "Bogorodica" kao Aco (1999.)
- "Transatlantic" (1998.)
- "Hand on the Shoulder" (1997.)
- "Papa Sixto V" (1992.)
- "Heda Gabler" (1985.)

### Sinkronizacija
- "Obitelj Robinson" kao Gospodin Harington (2007.)

## Vanjske poveznice
- Tomislav Martić u internetskoj bazi filmova IMDb-u (engl.)